# Calpetus

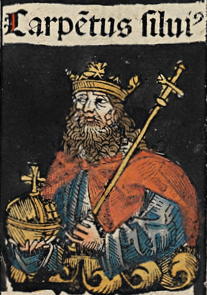
Capetus Silvius dans La Chronique de Nuremberg (1493).

Calpetus, Calpetus Silvius ou encore Capetus est un descendant d'Énée et un roi légendaire d'Albe la Longue.

## Biographie
Calpetus appartient à la dynastie albaine des Silvii.
Chez Tite-Live, Capetus (c'est la forme que donne Tite-Live) est le huitième roi d'Albe, fils et successeur de Capys et père et prédécesseur de Tiberinus Silvius. Ovide (Métamorphoses) a la même succession.
Denys d'Halicarnasse distingue deux rois aux noms très proches : Capetus, qui aurait régné 26 ans, et Calpetus, dont le règne aurait duré 13 ans. Ce dernier occupe la place du Capetus de Tite-Live, entre Capys et Tiberinus, tandis que Capetus précède Capys, là où Tite-Live a Atys.
L'épigraphie semble bien témoigner de la présence d'une statue de Calpetus dans le forum d'Auguste, parmi d'autres rois d'Albe, si l'on admet les restitutions proposées de l'inscription.
Chez Appien, Capetus se place entre Capys et Tiberinus, comme chez Tite-Live et Ovide.

## Calpetus et la reine de Saba
Geoffrey de Monmouth a affirmé dans son Historia Regum Britanniae que Silvius (qu'il appelle "Sylvius Epitus") avait succédé à Capys au moment même où Salomon avait commencé à construire le temple à Jérusalem et avait reçu la visite de la reine de Saba et du roi Leil de Grande-Bretagne.